# 冈山县旗
冈山县旗（日语：／ Okayama ken ki）是日本的47面都道府县旗之一。该条目是对冈山县旗以及冈山县章（日语：／）的解说。

## 概要
1967年为纪念地方自治法实施20周年，向社会征集设计方案。最终冈山县民伴介隆的设计方案被采纳。11月22日第883号县告示《县章与县旗确定的告示》正式通过并制定。
汉字“岡”的圆形形变，象征着县民的团结与县的发展与飞跃。《告示》指出，县旗的底色是茄色，县章是金色（有些场合使用白色）。另外有时候县旗的底色会被误作是绀色或是茶色。
《告示》上还指出最好在县章下方印上“冈山县”县名，但县名的字体与颜色都没有特别的说明。

## 旧县章
冈山县在1919年制定了旧县章。这个县章是汉字“岡”的铃铛型图案化，之后在1935年与1948年对设计进行了小变动。公选制导入冈山县后，第二任知事三木行治在1956年设计的职员团章（大致图案是由“丘”围成两半圆、中央是代表“山”的“∧”的圆形图案），由于被指责是“像是晕倒的猪”而不受欢迎。1967年，现在的县章制定，职员团章被取代。

## 脚注
1. ↑  . 広報誌「真金倶楽部」. （原始内容存档于2013-06-16） （日语）.